# Величко, Валерий Николаевич
Валерий Николаевич Величко (род. 10 февраля 1945, Тебриз, Иран) — деятель советских органов госбезопасности, генерал-майор.

## Биография

### До 1991 года
Родился в семье советских военнослужащих. Родители служили в кавалерийском корпусе, введённом в Иран во время войны в составе советских оккупационных войск. Отец, участник Великой Отечественной войны, кавалерист, закончил её начальником оперативного отдела штаба кавалерийской дивизии, которая в 1944 г. в составе советских оккупационных сил была направлена в Иран. Мать убита националистами в 1947 г. Неродная мать — Александра Иосифовна, урождённая Щербашина, учитель русского языка, заслуженный учитель РСФСР. Отец, попав под хрущёвские сокращения армии в 1961 г., после увольнения из армии вернулся в Воронеж.
В 1964—1967 годах служба в Советской армии, окончил сержантскую школу в Гороховецких лагерях. В 1967 году, после окончания специальных курсов Прикарпатского военного округа, Величко присвоено звание младшего лейтенанта.
Окончил физический факультет Воронежского государственного университета (1971) по специальности «Радиофизика и электроника».
Два года работал инженером-конструктором-начальником лаборатории на оборонном предприятии «КБ Химавтоматика» Министерства общего машиностроения (МОМа) г. Воронежа. Подготовил кандидатскую диссертацию «Использование методов оптической голографии для прогнозирования мест возможного разрушения сопел жидкостных ракетных двигателей», которую не защитил в связи с переходом на службу в КГБ.
С февраля 1973 года на службе в органах государственной безопасности — оперуполномоченный, заместитель начальника отделения экономической контрразведки (оборонная промышленность области), начальник аналитического подразделения Управления КГБ СССР по Воронежской области. Окончил с отличием Высшие курсы КГБ в Минске.
В качестве руководителя воронежской группы оперативных работников участвовал в обеспечении безопасности Олимпиады-80 в Москве, за что был награждён медалью «За трудовую доблесть».
С 1980 года в центральном аппарате КГБ СССР: в 1980—1984 годах заместитель начальника отделения Второго главного управления (контрразведка) КГБ СССР. В 1985—86 гг. освобожденный инструктор партийного Комитета КГБ СССР, курировал партийные организации 6-го (экономическая контрразведка), 9-го (охрана высших должностных лиц страны и спецобъектов) Управлений и Следственного Отдела КГБ. С 1986 года: помощник начальника Девятого управления (управления охраны) КГБ СССР, заместитель начальника отдела службы и боевой подготовки, начальник штаба Управления.
В первой половине 1980-х годов являлся советником по безопасности у лидера одной из северо-африканских стран, который в течение многих лет являлся целью номер один для Израиля и США (по-видимому — Каддафи?).

### После 1991 года
В августе 1991 года поддержал ГКЧП. Позже уволен Ельциным «буквально за 2 месяца до выхода на полную пенсию по личному указанию Ельцина», по собственному мнению — из-за личных с ним неприязненных отношений. Полтора года находился под следствием.
В сентябре 1991 г. был в числе создателей (Леонов Н. С., Прилуков В. М., Шебаршин Л. В.) АОЗТ «Российская национальная служба экономической безопасности» и «Центра специальной подготовки частных охранников и телохранителей».
В июне 1993 г. создал АОЗТ ЧОП «Бюро охраны коммерческих структур (БОКС)», существовавшее до августа 2009 года.
В октябре 1993 г. поддерживал защитников Верховного Совета РСФСР.
В ноябре 1993 г. участвовал в организации Клуба ветеранов госбезопасности, который тогда же возглавил и до настоящего времени является его президентом.
С конца 1997 года по 2010 год член Консультативного Совета при директоре ФСБ.
До 2010 года являлся членом Правления Совета ветеранов ФСБ РФ (бывш. рук. Пирожков В. П.).
Председатель редакционного совета историко-публицистического альманаха «Лубянка». Вице-президент Ассоциации работников правоохранительных органов и спецслужб РФ (рук-ль Аслаханов А. А.).
Член Президиума Общества изучения истории отечественных спецслужб (президент Зданович А. А.)
Женат. Две дочери.